# Labussee
Der Labussee (slaw. labut = Schwan oder labuz = Schilf) liegt in der Mecklenburgischen Seenplatte 9 Kilometer südöstlich von Mirow und 10 Kilometer südwestlich von Wesenberg im Süden Mecklenburg-Vorpommerns, nahe der Grenze zu Brandenburg. Er liegt vollständig auf dem Gemeindegebiet Wustrow. Er ist von Westen nach Osten zirka 3 Kilometer lang und bis zu 900 Meter breit. Der See hat vier ausgeprägte Buchten, zwei nach Norden und zwei nach Süden.
Zuflüsse hat der See im Westen über die Schleuse Diemitz durch einen Kanal, der den Großen und Kleinen Peetschsee durchfließt, und im Norden über die Dollbek vom Gobenowsee. Ein Abfluss besteht nach Südosten über die Schleuse Canow zum Canower See.
Der Labussee ist Bestandteil der 32 Kilometer langen Bundeswasserstraße Müritz-Havel-Wasserstraße der Wasserstraßenklasse I; zuständig ist das Wasserstraßen- und Schifffahrtsamt Oder-Havel.
Ein Großteil der Ufer grenzt an das Waldgebiet Canower Heide.